# Seui
Seui es un municipio de Italia de 1.460 habitantes en la provincia de Cerdeña del Sur, región de Cerdeña. El municipio destaca por la antigüedad de su estación ferroviaria y por la arquitectura de su centro histórico.

## Historia
En torno a mediados del siglo XVII se construyó la Cárcel Española (Carcere Spagnolo) en el centro histórico del municipio, la cual fue utilizada hasta 1975. En 1850 comienzan las actividades mineras en un complejo situado cerca de la localidad, de donde se extraía abundante antracita. En 1960 el complejo fue cerrado, y a partir de 2006 se están llevando a cabo trabajos de restauración de los edificios que lo componían.

## Ferrocarril
Red ferroviaria de Cerdeña.La estación de ferrocarril de Seui es una de las más antiguas de Cerdeña. La red ferroviaria Mandas-Arbatax, de vía estrecha y todavía en activo, atraviesa el municipio.

## Arqueología
En el territorio se pueden encontrar cavidades naturales, nuragas, domus de janas y tumbas de los gigantes.

## Galería fotográfica

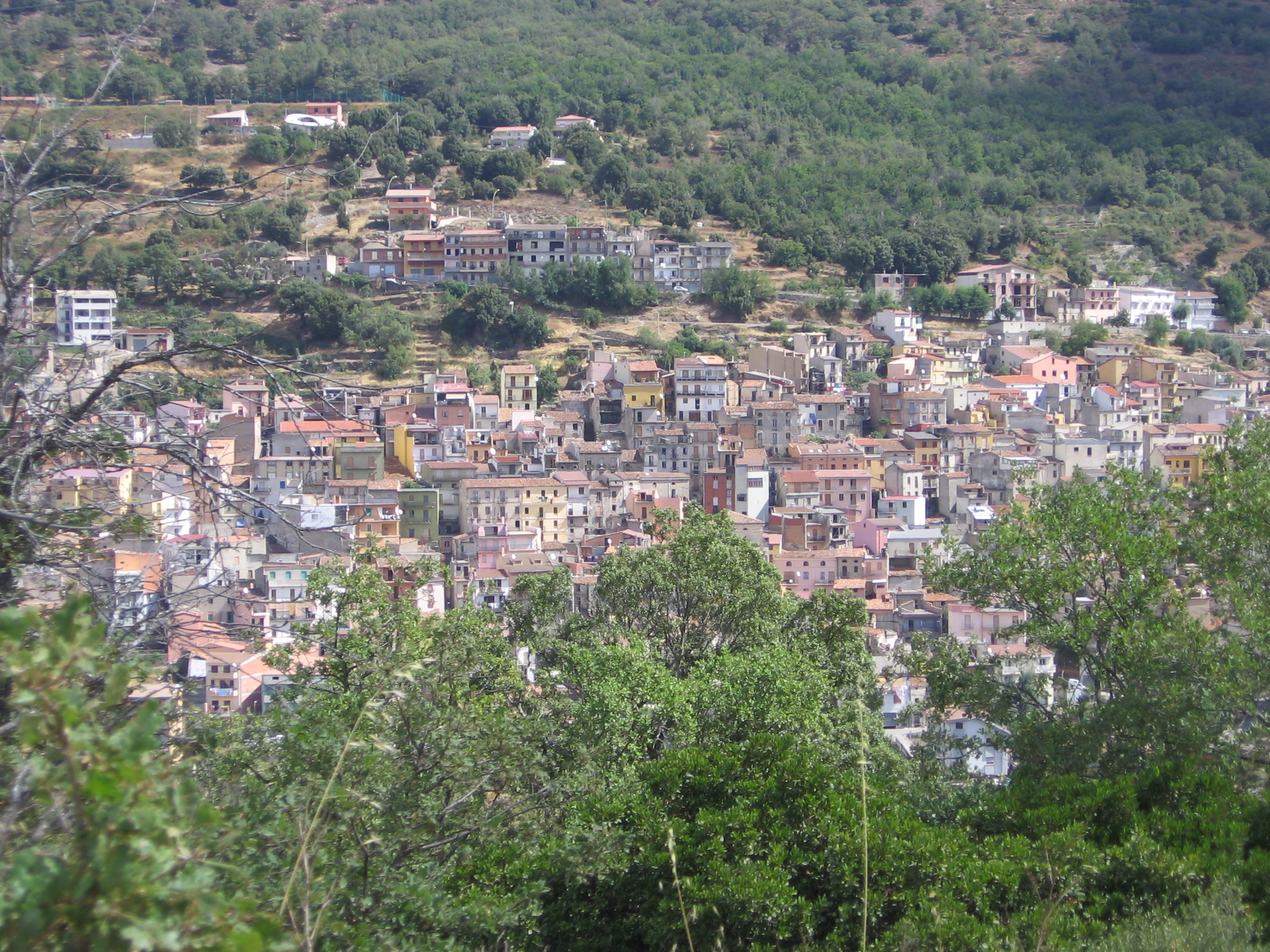
Vista del municipio.
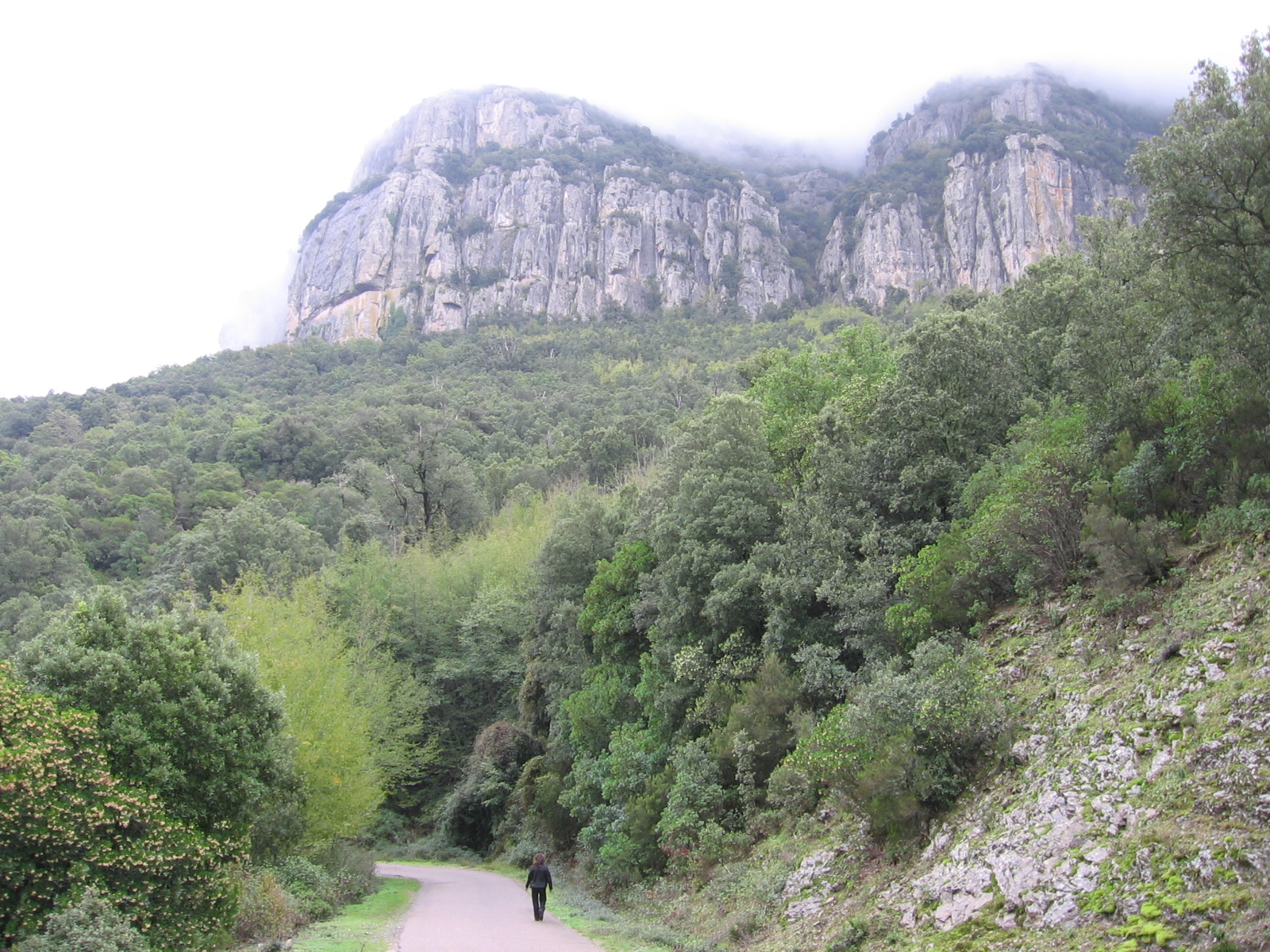
Bosque cercano a Seui.
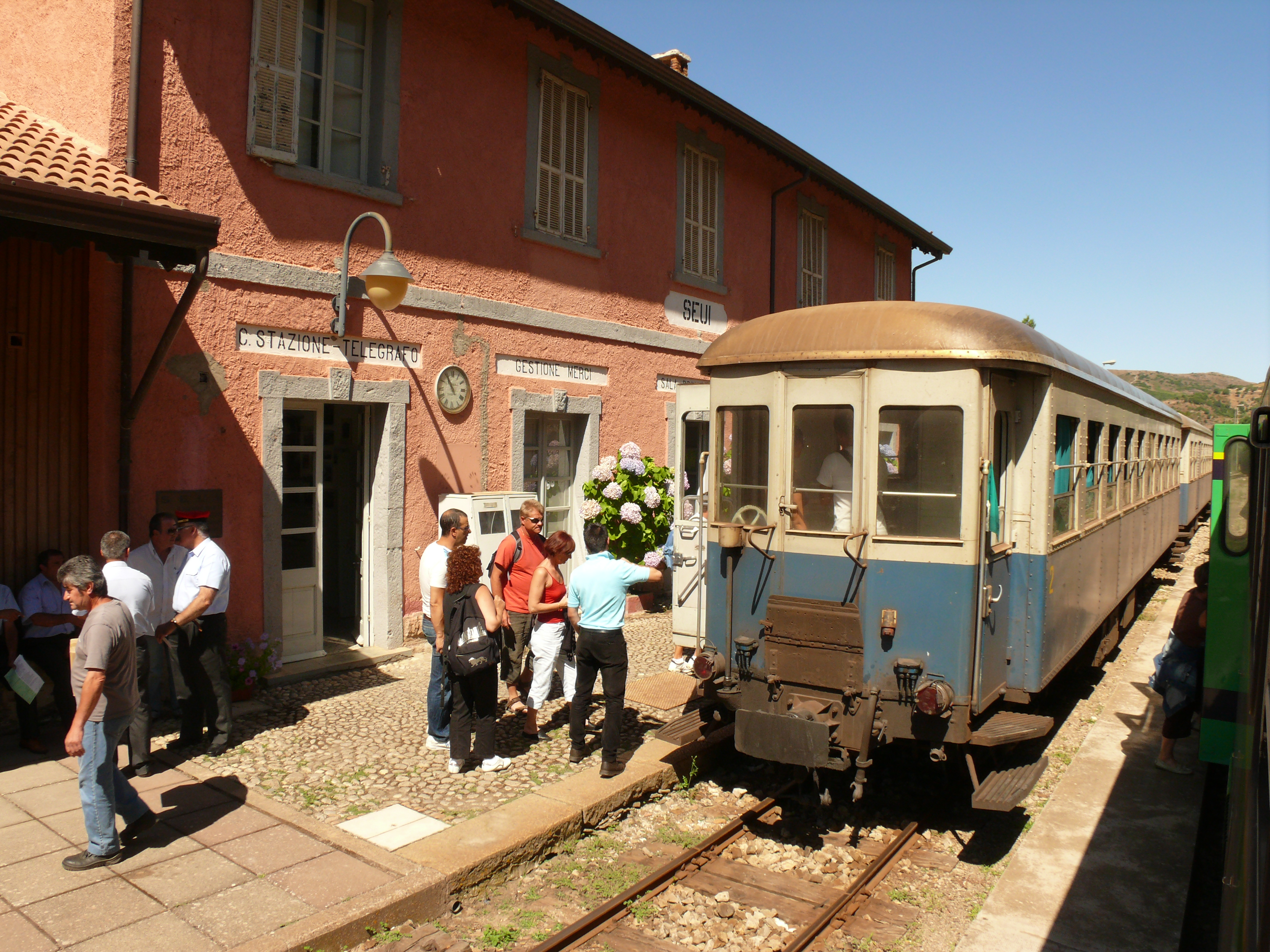
Estación ferroviaria.

## Evolución demográfica
| Gráfica de evolución demográfica de Seui entre 1861 y 2001 |
|                                                            |
| Fuente ISTAT - Elaboración gráfica de Wikipedia            |

## Lugares de interés
- Iglesia de Santa Maria Maddalena.
- Complejo nurágico Ardasai o Montarbu.
- Museo de la Cultura Campesina, Pastoral, Artesanal y Minera.